# Breiter Berg (Schlesien)
Der Breite Berg (polnisch Bazaltowa Góra) ist ein Basaltberg im südöstlichen Teil des Bober-Katzbach-Vorgebirges (Pogórze Kaczawskie, deutsch auch Jauersche Berge). Der Berg liegt nahe  Striegau (Strzegom) im Powiat Świdnicki in Polen. Auf dem Gipfel wurde 1906 ein Aussichtsturm errichtet.

## Geographie
Der Berg ist ein erloschener Schildvulkan mit klar definiertem Gipfel. Er ist mit Laubwald aus Eichen, Ebereschen, Elsbeeren, Linden und Bergahorn bewachsen. 2007 wurde ein Naturlehrpfad angelegt, der von Paszowice (Poischwitz) zum Breiten Berg führt.

## Kultur
Auf dem Berg befand sich eine Fliehburg der illyrischen Urnenfeldkultur aus der Hallstattzeit, die vermutlich nach dem Skytheneinfall zerstört wurde. Später stand auf dem Berg eine slawische Wallburg, die den Weg nach Böhmen durch die Landeshuter Pforte sicherte. Diese Burg wurde vermutlich beim Aufmarsch der Mongolen vor der Schlacht bei Wahlstatt zerstört, da dort asiatische Brandpfeilspitzen gefunden wurden. Im Zweiten Schlesischen Krieg war der Berg in die Schlacht bei Hohenfriedeberg involviert. 
In neuerer Zeit wurde ein großer Teil des Berges durch Basaltabbau abgetragen.

## Aufstieg
- Die Wandermarkierung roter Balken führt von Bolkenhain (Bolków) nach Goldberg (Złotoryja)
- Neben dem Turm über dem Steinbruch der ehemaligen Basaltmine befindet sich ein Aussichtspunkt, von dem aus sich ein Panorama bis zur Haynauer Ebene (Równina Chojnowska), den Striegauer Bergen, dem Eulengebirge und den Steinbergen (Góry Kamienne) zeigt.